# Маунтен-Вілледж (Колорадо)
Маунтен-Вілледж (англ. Mountain Village) — місто (англ. town) в США, в окрузі Сан-Мігель штату Колорадо. Населення — 1264 особи (2020).

## Географія
Маунтен-Вілледж розташований за координатами 37°55′57″ пн. ш. 107°51′28″ зх. д. / 37.93250° пн. ш. 107.85778° зх. д. (37.932377, -107.857854).  За даними Бюро перепису населення США в 2010 році місто мало площу 8,75 км², уся площа — суходіл.

## Демографія
Згідно з переписом 2010 року, у місті мешкало 1320 осіб у 751 домогосподарстві у складі 234 родин. Густота населення становила 151 особа/км².  Було 2066 помешкань (236/км²).
Расовий склад населення:
| - 89,9 % — білих - 1,0 % — чорних або афроамериканців - 1,0 % — азіатів - 0,7 % — корінних американців - 5,3 % — осіб інших рас |

До двох чи більше рас належало 2,1 %. Частка іспаномовних становила 17,4 % від усіх жителів.
За віковим діапазоном населення розподілялося таким чином: 16,1 % — особи молодші 18 років, 78,6 % — особи у віці 18—64 років, 5,3 % — особи у віці 65 років та старші. Медіана віку мешканця становила 35,2 року. На 100 осіб жіночої статі у місті припадало 132,0 чоловіків;  на 100 жінок у віці від 18 років та старших — 138,1 чоловіків також старших 18 років.
Середній дохід на одне домашнє господарство  становив 88 190 доларів США (медіана — 35 568), а середній дохід на одну сім'ю — 163 336 доларів (медіана — 67 734). Медіана доходів становила 30 675 доларів для чоловіків та 26 607 доларів для жінок. За межею бідності перебувало 15,2 % осіб, у тому числі 15,6 % дітей у віці до 18 років та 10,7 % осіб у віці 65 років та старших.
Цивільне працевлаштоване населення становило 819 осіб. Основні галузі зайнятості: мистецтво, розваги та відпочинок — 44,3 %, роздрібна торгівля — 9,6 %, освіта, охорона здоров'я та соціальна допомога — 9,5 %.